# فوسا دي ليوني
فوسا دي ليوني (بالإيطالية: Fossa dei Leoni) هي مجموعة ألتراس تابعة لمشجعي نادي إيه سي ميلان الإيطالي. تأسست عام 2005، وهي أول رابطة ألتراس تؤسس في إيطاليا، وأكبرها إذ يبلغ عددها 3000 مشجع. انحلت في عام 2005.

## تاريخ الرابطة
تعد Fossa Dei Leoni أكبر روابط الميلان التشجيعية حيث تضم 3 ألاف عضو وهي أقدم الروابط الميلان حيث تشكلت عام 1968 عبر مجموعة من طلبة المدارس العليا، الذين كانوا يتجمعون في القسم رقم 18 بالمدرجات الجنوبية مرتدين قمصان الميلان حاملين أعلاماً وحقائب، وتمثل الرابطة الاتجاه السياسي للفريق حيث تمثل الحركة اليسارية وذلك بعكس الرئيس سيلفيو برلسكوني الذي يمثل الحركة اليمينية وهذا ما أكسب الميلان على العموم وبيرلسكوني على الخصوص ميزات فريدة اكتسح بها منصب رئيس وزراء إيطاليا كونه يمثّل اليمين وكون النادي الذي يرأسه يمثّل اليسار ولذلك صدر قبل سنوات قانون يمنع تضارب المصالح في إيطاليا وخير بيرلسكوني بين رئاسة النادي أو رئاسة الوزراء فتنازل عن رئاسة الميلان، في عام 1972 فامت الرابطة بتاليف أغنية خاصة بها باسم Inno Fossa ولكن عام 2005 شهد احلال تلك الرابطة بشكل نهائي بحيث لم تعد موجودة الآن وبعض رؤسائها توجوا إلى رابطة لواء الروسونيري وبهذا انتهت قصة أكبر وأقدم قصة اولتراس للميلان.